# Three Men and a Little Lady
Three Men and a Little Lady is een Amerikaanse komische film uit 1990. Het is een vervolg op Three Men and a Baby uit 1987. De hoofdrollen werden opnieuw vertolkt door Tom Selleck, Steve Guttenberg en Ted Danson. 

## Verhaal
Sylvia en haar dochter Mary wonen nu al enkele jaren samen bij Jack, de vader van Mary en ook zijn beste vrienden Peter en Michael die allen een vaderfiguur zijn voor Mary. Sylvia wil echter verder met haar leven en wil trouwen met de regisseur Edward. Peter is stiekem verliefd op Sylvia en wil niet dat ze naar Engeland verhuist. Hij en Michael reizen naar Engeland voor de trouw en in laatste instantie komt ook Jack naar daar. Ze ontdekken dat Edward Mary naar een internaat wil sturen. Verkleed als priester probeert Jack de bruiloft zo lang mogelijk uit te stellen. Als Peter met het bewijs komt zijn ze eigenlijk al getrouwd, maar nadat Edward ontmaskerd wordt blijkt dat het huwelijk niet geldig is omdat Jack dit voltrokken heeft. Peter vraagt Sylvia ten huwelijk, die volmondig ja zegt. 

## Rolverdeling
| Acteur               | Personage                 |
| -------------------- | ------------------------- |
| Tom Selleck          | Peter Mitchell            |
| Steve Guttenberg     | Michael Kellam            |
| Ted Danson           | Jack Holden               |
| Nancy Travis         | Sylvia Bennington         |
| Robin Weisman        | Mary Bennington           |
| Christopher Cazenove | Edward Hargreave          |
| Fiona Shaw           | Elspeth Lomax             |
| John Boswall         | Barrow, butler van Edward |
| Sheila Hancock       | Vera Bennington           |